# Daniel Mortensen
Daniel Andreas Mortensen (* 21. Oktober 1994 in Islev) ist ein dänischer Basketballspieler.

## Laufbahn
Der in Islev nahe Kopenhagen geborene Mortensen wechselte im Sommer 2013 vom Zweitligisten Glostrup zu den Hørsholm 79ers in Dänemarks höchste Spielklasse, Basketligaen. In Hørsholm wurde der Flügelspieler sofort Stammspieler, erhielt in seinen beiden Spieljahren jeweils eine mittlere Einsatzzeit von mehr als 25 Minuten. Mit 13,5 Punkten je Begegnung war Mortensen in der Saison 2014/15 drittbester Korbschütze der Mannschaft.
Er ging 2015 in die Vereinigten Staaten, verbrachte dort das Spieljahr 2015/16 an der Wright State University in Ohio. Er kam in der Hochschulmannschaft der ersten NCAA-Division wenig zum Einsatz (6,3 Minuten/Spiel, 2,7 Punkte/Spiel) und setzte Studium sowie Basketballlaufbahn an der Barry University in Florida fort. Für die Mannschaft aus der zweiten NCAA-Division brachte es der Däne zwischen 2016 und 2019 in drei Spielzeiten jeweils auf zweistellige Mittelwerte bei der Punktausbeute (Höchstwert: 13 Punkte/Spiel in der Saison 2018/19). In seiner Zeit an der Barry University traf Mortensen insgesamt 204 Dreipunktewürfe bei einer Erfolgsquote von 39,8 Prozent.
Mortensen kehrte nach vier Jahren in den Vereinigten Staaten nach Europa zurück und stand in der Saison 2019/20 beim schwedischen Erstligisten Wetterbygden Stars unter Vertrag. In 29 Ligaeinsätzen kam der Däne auf durchschnittlich 13,8 Punkte und 6,6 Rebounds je Begegnung, des Weiteren war er statistisch pro Spiel Vorbereiter von 2,9 Treffern seiner Mannschaftskameraden. Wie in den Vereinigten Staaten traf Mortensen Dreipunktewürfe mit einer hohen Erfolgsquote, diesmal 41 Prozent. Im August 2020 gab der spanische Zweitligist Real Murcia Mortensens Verpflichtung bekannt, dort traf er auf Trainer Rafa Monclova, für den er bereits bei den Hørsholm 79ers gespielt hatte. In Murcia setzte sich der Däne nicht durch, er kam nur in sechs Ligapartien zum Einsatz und brachte es auf 3,2 Punkte je Begegnung. Er verließ Spanien und wechselte Anfang Dezember 2020 in sein Heimatland zu den Bakken Bears. Er wurde mit der Mannschaft 2021 dänischer Meister und Pokalsieger. Auf europäischer Ebene trat er mit Bakken in der Champions League an. Mortensen erzielte während der Saison 2020/21 in der dänischen Liga 9,9 Punkte sowie 5 Rebounds pro Partie.
In der Sommerpause 2021 wechselte Mortensen zu Þór Þorlákshöfn nach Island und zur Saison 2022/23 innerhalb des Landes zu Haukar. 2023 wurde Ungmennafélag Grindavíkur Mortensens dritter isländischer Verein.

### Nationalmannschaft
2012 nahm er mit Dänemarks U18-Nationalmannschaft an der Europameisterschaft dieser Altersklasse teil. Mit der Herrennationalmannschaft bezwang Mortensen Ende November 2020 in der EM-Qualifikation Litauen, was als Sensationssieg eingestuft wurde. kurz darauf wurde ebenfalls Tschechien geschlagen. Die EM-Teilnahme verpasste er mit der dänischen Mannschaft jedoch knapp.